# الرسمة (حزم العدين)

تعديل مصدري - تعديل

الرسمة هي إحدى قرى عزلة المعيظة بمديرية حزم العدين التابعة لمحافظة إب، بلغ تعداد سكانها 124 نسمة حسب تعداد اليمن لعام 2004.